# Limnobotrya lacustris
Limnobotrya lacustris là một loài thực vật có hoa trong họ Saxifragaceae. Loài này được (Pers.) Rydb. miêu tả khoa học đầu tiên năm 1917.